# IV
IV je četvrti studijski album američkog hard rock sastava Godsmack. Objavila ga je 25. travnja 2006. godine diskografska kuća Universal Republic.
IV stilski se razlikuje od prethodnih Godsmackovih glazbenih izdanja, označavajući prijelaz iz heavy metala prema hard rocka stilu. 
Ujedno je i drugi album Godsmacka koji završio na 1. mjestu ljestvice Billboard 200, te je bio prodan u više od 211.000 primjeraka u SAD-u u svom prvom tjednu objave.

## Popis pjesama
1. "Livin' in Sin" - 4:39
2. "Speak" - 3:57
3. "The Enemy" - 4:07
4. "Shine Down" - 5:01
5. "Hollow" - 4:32
6. "No Rest for the Wicked" - 4:37
7. "Bleeding Me" - 3:37
8. "Voodoo Too" - 5:26
9. "Temptation" - 4:06
10. "Mama" - 5:14
11. "One Rainy Day" - 16:39

## Zasluge
Godsmack
- Sully Erna - vokali, gitara, produkcija
- Tony Rombola - gitara
- Robbie Merrill - bas-gitara
- Shannon Larkin - bubnjevi

Ostalo osoblje
- Kent Hertz - inženjer zvuka
- Doug Strub - inženjer zvuka
- Dave Schltz - mastering
- Clay Patrick McBride - slike
- Andy Johns - produkcija, inženjer zvuka, miks
- P. R. Brown - omot dizajn
- Kevin Sheehy - osobni pomoćnik